# Magyar bibliográfiák listája
Az alábbi lista a jelentősebb magyar bibliográfiákat tartalmazza megjelenési idejük szerint:
| Szerző                                                                             | Cím | Megjelenési hely | Megjelenési idő    | Elektronikus elérhetőség        | Megjegyzés                                               |
| ---------------------------------------------------------------------------------- | --- | ---------------- | ------------------ | ------------------------------- | -------------------------------------------------------- |
| Sándor István                                                                      | Magyar Könyvesház | Győr             | 1803               | REAL-EOD                        |                                                          |
| Márki József                                                                       | Szak- és betürendes kalauz az összes magyar irodalom története s könyvészetében                                                                            | Budapest         | 1878               |                                 |                                                          |
| Szinnyei József                                                                    | Magyarország természettudományi és mathematikai könyvészete 1472–1875                                                                                      | Budapest         | 1878               |                                 |                                                          |
| Szabó Károly – Hellebrant Árpád                                                    | Régi magyar könyvtár | Budapest         | 1879–1898          | REAL-EOD,                       | 4 kötet                                                  |
| Keresztes József, Kovács Ödön, Bartók György                                       | Tájékozás az ujabb theologiai körében | Budapest         | 1880               |                                 |                                                          |
| Daday Jenő                                                                         | A magyar állattani irodalom ismertetése 1870–1880-ig | Budapest         | 1882               |                                 |                                                          |
| Petrik Géza                                                                        | Jegyzéke az 1860–1875. években megjelent magyar könyvek- és folyóiratoknak                                                                                 | Budapest         | 1885               | Arcanum                         |                                                          |
| Kertbeny Károly – Petrik Géza                                                      | Magyarországi német könyvészet 1801–1860 | Budapest         | 1886               |                                 |                                                          |
| Petrik Géza                                                                        | Magyarország bibliographiája 1712–1860 | Budapest         | 1888–1892          | Arcanum                         | 4 kötet                                                  |
| Kiszlinstein Sándor                                                                | Magyar könyvészet 1876–1885 | Budapest         | 1890               | Arcanum                         |                                                          |
| Daday Jenő                                                                         | A magyar állattani irodalom ismertetése 1880–1890-ig | Budapest         | 1891               |                                 |                                                          |
| Havas Rezső                                                                        | Magyar földrajzi könyvtár | Budapest         | 1893               | REAL-EOD                        |                                                          |
| Győry Tibor                                                                        | Magyarország orvosi bibliographiája 1472–1899 | Budapest         | 1900               | Hungaricana                     |                                                          |
| Szilády Zoltán                                                                     | A magyar állattani irodalom ismertetése 1890–1900-ig | Budapest         | 1903               |                                 |                                                          |
| Kóssa Gyula                                                                        | Magyar állatorvosi könyvészet 1472–1904 | Budapest         | 1904               |                                 |                                                          |
| Kudora Károly                                                                      | Jogi könyvtár. A jog- és államtudományi irodalom műszavak szerint rendezett könyvészete 1867–1910                                                          | Budapest         | 1910               |                                 |                                                          |
| Gulyás Pál                                                                         | Népkönyvtári címjegyzék | Budapest         | 1910               |                                 |                                                          |
| Szemák István                                                                      | Ifjúsági könyvtárjegyzék | Budapest         | 1912               |                                 |                                                          |
| Sztripszky Hiador                                                                  | Adalékok Szabó Károly munkájának I–II. kötetéhez. Pótlások és igazítások                                                                                   | Budapest         | 1912               |                                 |                                                          |
| Petrik Géza                                                                        | Magyar Könyvészet 1886–1900 | Budapest         | 1913               | Arcanum                         | 2 kötet                                                  |
| Petrik Géza - Barcza Imre                                                          | Az 1901–1910. években megjelent magyar könyvek, folyóiratok, atlaszok és térképek összeállítása a tudományos folyóiratok repertóriumával                   | Budapest         | 1917–1928          | Arcanum                         | 2 kötet                                                  |
| Sági István                                                                        | A magyar szótárak és nyelvtanok könyvészete | Budapest         | 1922               |                                 |                                                          |
| Kelemen György                                                                     | Magyar fül-orr-gégészeti bibliographia 1801–1924 | Pécs             | 1926               |                                 |                                                          |
|                                                                                    | A Királyi Magyar Természettudományi Társulat folyóirata és kiadványai 1841-től 1926 végéig (A Királyi Magyar Természettudományi Társulat Évkönyve 1927-re) | Budapest         | 1927               |                                 |                                                          |
| Bartoniek Emma                                                                     | Magyar történeti forráskiadványok | Budapest         | 1929               |                                 |                                                          |
| Buday Júlia                                                                        | A magyar filozófiai irodalom bibliográfiája: 1901–1925 | Budapest         | 1929               | REAL-EOD                        |                                                          |
| Gáspár Ilona                                                                       | A magyar mathematikai irodalom bibliográfiája 1901–1925 | Budapest         | 1930               | REAL-EOD                        |                                                          |
| Moravek Endre                                                                      | A magyar klasszika-filológiai irodalom bibliográfiája 1901–1925                                                                                            | Budapest         | 1930               | REAL-EOD                        |                                                          |
| Gáspár Margit                                                                      | A magyar kémiai irodalom bibliográfiája 1901–1925 | Budapest         | 1931               | REAL-EOD                        |                                                          |
| Baán Kálmán                                                                        | Magyar genealógiai és heraldikai forrásmunkák 1561–1932 | Budapest         | 1932               |                                 |                                                          |
| szerk. Wellmann Imre, Dóczy Jenő, Bakács István                                    | A magyar gazdasági irodalom könyvészete | Budapest         | 1934–1938          |                                 | 3 kötet                                                  |
| több szerző                                                                        | A magyar mezőgazdasági szakirodalom könyvészete | Budapest         | 1934–1968          |                                 | 8 kötet                                                  |
| Gombocz Endre                                                                      | A magyar növénytani irodalom bibliográfiája 1901–1925 | Budapest         | 1936               | REAL-EOD                        |                                                          |
| Márkus Gábor                                                                       | A XIX. századi magyar neveléstörténeti irodalom bibliográfiája (1800–1914)                                                                                 | Szeged           | 1937               |                                 |                                                          |
| összeáll. Baranyai Mária, Keleti Adolf                                             | A magyar nevelésügyi folyóiratok bibliográfiája 1841–1936                                                                                                  | Szeged           | 1937               |                                 |                                                          |
| Kolosváry-Borcsa Mihály                                                            | A zsidókérdés magyarországi irodalma. A zsidóság szerepe a magyar szellemi életben – A zsidó származású írók névsorával                                    | Budapest         | 1938               |                                 |                                                          |
| Staud Géza                                                                         | Magyar színészeti bibliográfia | Budapest         | 1938               |                                 |                                                          |
| Gombocz Endre                                                                      | A magyar növénytani irodalom bibliográfiája 1578–1900 | Budapest         | 1939               | REAL-EOD                        |                                                          |
| Kozocsa Sándor                                                                     | Magyar könyvészet 1911–1920 | Budapest         | 1939–1942          | Arcanum                         | 2 kötet                                                  |
| Horváth Endre                                                                      | Magyar-görög bibliográfia | Budapest         | 1940               |                                 |                                                          |
| Bodor Antal                                                                        | Magyarország helyismereti könyvészete 1527–1940 | Budapest         | 1941               |                                 |                                                          |
| Gulyás Pál                                                                         | A bibliográfia kézikönyve | Budapest         | 1941–1942          |                                 |                                                          |
| Tábori Kornél                                                                      | A vendéglátás irodalma | Budapest         | 1942               |                                 |                                                          |
| Kolosváry-Borcsa Mihály                                                            | A zsidókérdés magyarországi irodalma. A zsidóság szerepe a magyar szellemi életben – A zsidó származású írók névsorával                                    | Budapest         | 1943               |                                 |                                                          |
| szerk. Kozocsa Sándor, Radó György                                                 | A szovjet népek irodalmának magyar bibliográfiája 1945–1949                                                                                                | Budapest         | 1950               |                                 |                                                          |
| I. Tóth Zoltán                                                                     | Magyar Történeti Bibliográfia 1825–1867 | Budapest         | 1950–1952          |                                 |                                                          |
| Kosáry Domokos                                                                     | Bevezetés a magyar történelem forrásaiba és irodalmába | Budapest         | 1951–1958          |                                 |                                                          |
| szerk. Kozocsa Sándor, Radó György                                                 | A szovjet népek irodalmának magyar bibliográfiája 1950 | Budapest         | 1952               |                                 |                                                          |
| Borzsák István                                                                     | A magyar klasszika-filológiai irodalom bibliográfiája 1926–1950                                                                                            | Budapest         | 1952               |                                 |                                                          |
| több szerző                                                                        | Mit olvassunk hazánk történetéről? Válogatott művek bibliográfiája                                                                                         | Budapest         | 1952               |                                 |                                                          |
| szerk. Kozocsa Sándor, Radó György, Pók Lajos                                      | A szovjet népek irodalmának magyar bibliográfiája 1951 | Budapest         | 1953               |                                 |                                                          |
| Huzián László                                                                      | A növényvédelem magyar bibliográfiája 1945–1952 I–II. | Budapest         | 1953               |                                 |                                                          |
| szerk. Pók Lajos                                                                   | A szovjet népek irodalmának magyar bibliográfiája 1952 | Budapest         | 1954               |                                 |                                                          |
| több szerző                                                                        | Hazánk felszabadulása 1944–45 – Bibliográfia és dokumentumgyűjtemény                                                                                       | Budapest         | 1955               |                                 |                                                          |
| több szerző                                                                        | Fővárosunk Budapest. Válogatott művek bibliográfiája | Budapest         | 1955               |                                 |                                                          |
| Flórián László, Marót Miklós                                                       | A magyar művészettörténeti irodalom bibliográfiája | Budapest         | 1955               |                                 |                                                          |
|                                                                                    | A magyar húsipari szakirodalom bibliográfiája 1796–1952 | Budapest         | 1955               |                                 | A Húsipar folyóirat 1955. júl. sz. melléklete.           |
| több szerző                                                                        | A magyarnyelvű kriminalisztikai szakirodalom bibliográfiája                                                                                                | Budapest         | 1956               |                                 |                                                          |
| több szerző                                                                        | Híradástechnikai könyvek bibliográfiája és ismertetése | Budapest         | 1956               |                                 |                                                          |
| több szerző                                                                        | A világtörténelem regényekben | Budapest         | 1956               |                                 |                                                          |
| (összeáll.) OSZK Bibliográfiai Osztálya                                            | Kalauz a magyar ifjúsági irodalomban. Ajánló könyvismertetések a szépirodalom tanulmányozásához                                                            | Budapest         | 1957               |                                 |                                                          |
| Gáspár Margit                                                                      | A magyar kémiai irodalom bibliográfiája 1926–1945 | Budapest         | 1957               |                                 |                                                          |
| több szerző                                                                        | A magyar munkásmozgalmi sajtó bibliográfiája 1848–1948 | Budapest         | 1959               |                                 | 4 kötet                                                  |
| Kralovánszky U. Pál                                                                | A magyar húsipari szakirodalom bibliográfiája 1953–1958 | Budapest         | 1960               |                                 | A Húsipar folyóirat 1960. szept.-okt. 5. sz. melléklete. |
| több szerző                                                                        | Magyar orvosi könyvek bibliográfiája 1945–1956 | Budapest         | 1960               |                                 |                                                          |
| Banner János, Jakabffy Imre                                                        | A Közép-Dunamedence régészeti bibliográfiája 1954–1959 | Budapest         | 1961               |                                 |                                                          |
| Szalai György                                                                      | „Legyetek éberek!” – Antifasiszta művek ajánló bibliográfiája                                                                                              | Budapest         | 1961               |                                 |                                                          |
| több szerző                                                                        | A Magyarországon megjelent színházi zsebkönyvek bibliográfiája                                                                                             | Budapest         | 1961               |                                 |                                                          |
| Dr. Győri Pálné és Dr. Mados Lászlóné                                              | Agrártudományi egyetemi bibliográfia 1945–1957 | Budapest         | 1961               |                                 |                                                          |
|                                                                                    | A búzatermesztés magyar szakirodalma 1550–1960 | Budapest         | 1961               | mezogazdasagikonyvtar.hu        |                                                          |
| több szerző                                                                        | A magyar kéziratos énekeskönyvek és versgyűjtemények bibliográfiája 1565–1840                                                                              | Budapest         | 1963               |                                 |                                                          |
| több szerző                                                                        | A muzsika világában. Válogatott zenei könyvek, tanulmányok és folyóiratcikkek bibliográfiája                                                               | Budapest         | 1964               |                                 |                                                          |
| (szerk.) Gunst Péter                                                               | Nemzetközi Agrártörténeti Bibliográfia | Budapest         | 1964–2003          | Mezőgazdasági Könyvtár, Arcanum | 20 kötet (1964–1997) + 1 CD lemez (1998–2000).           |
| R. Gilicz Márta                                                                    | Ifjúságunk példaképei. Válogatott bibliográfia a magyar munkásmozgalom nagy harcosairól                                                                    | Budapest         | 1965               |                                 |                                                          |
| Király Péter                                                                       | A magyarországi nyelvtudomány bibliográfiája | Budapest         | 1965               |                                 |                                                          |
| több szerző                                                                        | A román irodalom magyar bibliográfiája | Budapest         | 1966               |                                 |                                                          |
| több szerző                                                                        | A romantika magyar irodalmának bibliográfiája | Budapest         | 1967               |                                 |                                                          |
| Banner János, Jakabffy Imre                                                        | A Közép-Dunamedence régészeti bibliográfiája 1960–1966 | Budapest         | 1968               |                                 |                                                          |
| több szerző                                                                        | Magyar könyvészet 1945–1960 | Budapest         | 1968               |                                 | 5 kötet                                                  |
| Dr. Menczel Jenő – Dr. Molnár Nándor – Dr. Pannonhalmi Kálmánné – Princz Ágostonné | Agrártudományi egyetemi bibliográfia 1958–1970 | Budapest         | 1970?              |                                 |                                                          |
| több szerző                                                                        | Régi magyarországi nyomtatványok | Budapest         | 1971–napjaink      |                                 | eddig 4 kötet                                            |
| több szerző                                                                        | A magyar irodalomtörténet bibliográfiája | Budapest         | 1972–2013          |                                 | 10 kötet                                                 |
| több szerző                                                                        | A magyar sajtótörténet irodalmának válogatott bibliográfiája 1705–1945                                                                                     | Budapest         | 1972               |                                 | 2 kötet                                                  |
| Mader Béla                                                                         | Az irodalomtörténet tanulmányozásának legfontosabb könyvészeti segédeszközei                                                                               | Szeged           | 1974               |                                 |                                                          |
| több szerző                                                                        | Budapest történetének bibliográfiája | Budapest         | 1974               |                                 | 7 kötet                                                  |
| több szerző                                                                        | Magyarországi irodalom idegen nyelven | Budapest         | 1975               |                                 |                                                          |
| több szerző                                                                        | A magyar szociológiai irodalom bibliográfiája | Budapest         | 1975               |                                 |                                                          |
| több szerző                                                                        | A magyar múzeumok kiadványainak bibliográfiája | Budapest         | 1975–2000          |                                 |                                                          |
| több szerző                                                                        | A magyar hangtan válogatott bibliográfiája (–1970) | Budapest         | 1977               |                                 |                                                          |
| több szerző                                                                        | A magyar néprajztudomány bibliográfiája 1850–1870 | Budapest         | 1977               |                                 |                                                          |
| Kállay István                                                                      | Kandidátusi és doktori disszertációk (1953 – 1975. január 31.)                                                                                             | Budapest         | 1978               |                                 |                                                          |
| több szerző                                                                        | Akadémiai Kiadó 1950–1977 | Budapest         | 1978               |                                 |                                                          |
| több szerző                                                                        | A Magyar Tudományos Akadémia kiadványai 1828–1950 | Budapest         | 1978               |                                 |                                                          |
| több szerző                                                                        | Tudományos-fantasztikus, utópisztikus fantasztikus művek bibliográfiája                                                                                    | Miskolc          | 1979               |                                 |                                                          |
| Rácz Béláné Szabó Éva Szegfű László                                                | A József Attila Tudományegyetem Központi Könyvtárának Egyetemi Gyűjteményében található disszertációk jegyzéke (1945–1975)                                 | Szeged           | 1980               |                                 |                                                          |
| Banner János, Jakabffy Imre                                                        | A Közép-Dunamedence régészeti bibliográfiája 1967–1977 | Budapest         | 1981               |                                 |                                                          |
| több szerző                                                                        | A történelem könyvei. A történelemtanítás annotált bibliográfiája                                                                                          | Budapest         | 1981               |                                 |                                                          |
| szerk. Kozocsa Sándor, Radó György, Bárány György, Bakcsi György                   | A szovjet népek irodalmának magyar bibliográfiája 1955–1970                                                                                                | Budapest         | 1982               |                                 |                                                          |
| (szerk.) Hernádi László Mihály, Kovács Kálmán, Máthé Gábor                         | A magyar közigazgatási irodalom válogatott bibliográfiája 1827–1944                                                                                        | Budapest         | 1983               |                                 |                                                          |
| több szerző                                                                        | Magyar irodalom románul | Bukarest         | 1983               |                                 |                                                          |
| Tóvári Judit                                                                       | Borsod-Abaúj-Zemplén megye műemléki bibliográfiája | Miskolc          | 1983               |                                 |                                                          |
| Bertha Zoltán, Görömbei András                                                     | A romániai magyar irodalom válogatott bibliográfiája 1971–1980                                                                                             | Miskolc          | 1983               |                                 |                                                          |
| Nász János                                                                         | Verselemzések válogatott bibliográfiája | Budapest         | 1984               |                                 |                                                          |
| Komjáthy Miklósné (szerk.) – Kertész Gyula (szerk.)                                | Magyar könyvészet 1921–1944 | Budapest         | 1984–1992          |                                 | 12 kötet                                                 |
| több szerző                                                                        | Magyar sajtóbibliográfia 1705–1849 | Budapest         | 1986               |                                 |                                                          |
| több szerző                                                                        | A Gondolat kiadványai 1957–1985 | Budapest         | 1986               |                                 |                                                          |
| Ritoók Zsigmond                                                                    | A magyar ókortudomány bibliográfiája 1951–1975 | Budapest         | 1986               |                                 |                                                          |
| szerk. Zimáné Lengyel Vera                                                         | A magyar zenei szakirodalom bibliográfiája | Budapest         | 1989               |                                 |                                                          |
| több szerző                                                                        | A képzőművészeti irodalom válogatott bibliográfiája 1944–1985                                                                                              | Budapest         | 1989               |                                 |                                                          |
| több szerző                                                                        | A magyar etnológia válogatott bibliográfiája | Budapest         | 1991               |                                 |                                                          |
| Somorjai Ádám                                                                      | A Pázmány Péter Katolikus Egyetem Hittudományi Karának disszertációi 1863–1993                                                                             | Budapest         | 1993               |                                 |                                                          |
| Zsakó István – Joó János                                                           | Magyar ideg- és elmeorvosi bibliographia 1831–1935 években                                                                                                 | Budapest         | 1993               |                                 |                                                          |
| Scheiber Sándor                                                                    | Magyar zsidó hírlapok és folyóiratok bibliográfiája 1847–1992                                                                                              | Budapest         | 1993               |                                 |                                                          |
| Halász Péter                                                                       | A moldvai magyarság bibliográfiája | Budapest         | 1996               |                                 |                                                          |
| Bellus Ibolya                                                                      | A magyar ókortudomány bibliográfiája 1976–1990 | Budapest         | 1996               |                                 |                                                          |
| Várszegi Asztrik – Zombori István                                                  | Magyar egyháztörténeti bibliográfia 1980–1990 | Budapest         | 1997               |                                 |                                                          |
| Biernaczky Szilárd, Jakabffy Imre                                                  | A Közép-Dunamedence régészeti bibliográfiája 1977–1987 | Budapest         | 1999               |                                 |                                                          |
| Benyik György                                                                      | A magyarországi biblikus irodalom a kezdetektől 1997-ig | Budapest         | 2000               |                                 |                                                          |
| Tordai Gábor                                                                       | Vadászati bibliográfia | Budapest         | 2003               |                                 |                                                          |
| Déry Attila                                                                        | Építészeti bibliográfia – A könyvnyomtatás kezdetétől az első világháborúig                                                                                | Budapest         | 2008               |                                 |                                                          |
| Gazda István                                                                       | Bevezetés a reáltudományok történetének magyarországi könyvészetébe                                                                                        | Budapest         | 2009               | REAL                            |                                                          |
| Randolph L. Braham                                                                 | A magyarországi Holokauszt bibliográfiája | Budapest         | 2010               |                                 |                                                          |
| Magyar Tamás                                                                       | A magyar szótárirodalom bibliográfiája | Budapest         | 2011               |                                 |                                                          |
| Horváth Tamás                                                                      | A magyar gasztronómiai és borászati irodalom bibliográfiája 1695–1950                                                                                      | Budapest         | 2012               |                                 |                                                          |
| Gergely Gábor                                                                      | Válogatott magyar agrártörténeti bibliográfia I. 2002–2005                                                                                                 | Budapest         | 2015               | Hungaricana                     |                                                          |
| Kázmér Miklós                                                                      | Források a magyarországi geológia történetéhez, 1153–1850                                                                                                  | Budapest         | 2015               | REAL                            |                                                          |
| Sranger Mária                                                                      | A magyar ipartörténeti irodalom négy évtizede. Az önálló művek bibliográfiája, egyszerűsített címleírásokkal 1945–1985                                     | Budapest         | 2016               | kézirat, REAL.MTAK              |                                                          |
| Dömölki János                                                                      | A népért, a sötétség ellen, az igazsággal! A szabadkőműves szövetség magyar nyelvű irodalmának kalauza és bibliográfiája 1786–2017                         | Budapest         | 2017               |                                 |                                                          |
| Fekete Bálint – Gyertyánfy András (szerk.)                                         | A történelemtanítás digitális bibliográfiája | Budapest         | 2019-től (frissül) | Újkor.hu,                       | Újkor.hu                                                 |
| több szerző                                                                        | A magyarországi iskolai értesítők bibliográfiája | Budapest         | é. n.              |                                 |                                                          |
| több szerző                                                                        | A természettudományok történetének tanulmányozásához szükséges segédkönyvek válogatott bibliográfiája                                                      | Budapest         | é. n.              |                                 |                                                          |

## Egyéb
- https://btk.ppke.hu/uploads/articles/570339/file/imadsag_bibliografia_KF.pdf Archiválva 2020. június 23-i dátummal a Wayback Machine-ben
- https://silver.drk.hu/sites/default/files/feltoltes/kiadvanyok/REVESZ_IMRE-Bibliografia.pdf Archiválva 2016. augusztus 17-i dátummal a Wayback Machine-ben